# Setge de Damasc (1148)
El setge de Damasc va tenir lloc entre el 24 i el 29 de juliol de 1148 durant la Segona Croada. El resultat va ser una derrota decisiva dels croats, que va portar a la desintegració de la croada. Les dues forces cristianes principals, liderades per Lluís VIII de França i Conrad III d'Alemanya, anaven cap a Terra Santa en resposta a la crida a la Segona Croada del papa Eugeni III i de Bernat de Claravall. Totes dues forces van patir nombroses pèrdues en el seu pas per Anatòlia. L'objectiu original de la croada era Edessa (Urfa), però un cop a Jerusalem, Damasc era el blanc preferit pel rei Balduí III de Jerusalem i els templers. Al Consell d'Acre, magnats de França, Alemanya i del Regne de Jerusalem van acabar desviant la croada cap a Damasc.
Els croats van decidir d'atacar Damasc des de l'oest, on els horts els proporcionarien una font constant de menjar. Un cop van arribar fora de les muralles de la ciutat la van assetjar immediatament fent servir fusta dels horts. El 27 de juliol els croats van decidir moure's cap a la plana del costat oriental de la ciutat, que estava menys fortificat, però tenia menys menjar i aigua. Nur-ad-Din Mahmud va arribar amb reforços musulmans i va tallar la ruta dels croats cap a la seva posició prèvia. Els senyors croats locals van decidir aturar el setge, i els tres reis van haver d'abandonar la ciutat. Tot l'exèrcit croat es va retirar a Jerusalem el 28 de juliol.

## Segona Croada
Les dues forces cristianes principals que van anar a Terra Santa com a resposta a la crida de la Segona Croada del papa Eugeni III i Bernat de Claravall estaven liderades per Lluís VIII de França i Conrad III d'Alemanya. La força de Conrad incloïa Boleslau IV de Polònia i Ladislau II de Bohèmia, i Frederic I de Suàbia, nebot seu, que més endavant esdevindria l'emperador Frederic I. S'havia cridat a la croada després de la caiguda del Comtat d'Edessa el 24 desembre del 1144. Els croats van avançar per Europa i van arribar a Constantinoble el setembre i l'octubre del 1147.
Totes dues van tenir moltes pèrdues a Anatòlia a mesura que hi van avançar, incloent-hi bona part dels seus exèrcits. Lluís VIII va abandonar les seves tropes i va viatjar en vaixell al Principat d'Antioquia, on l'oncle de la seva dona, Ramon, era príncep. Ramon esperava que oferís assistència militar contra els seljúcides que amenaçaven el principat, però Lluís va refusar i va anar a Jerusalem per complir amb el seu vot croat. Conrad, que havia emmalaltit, havia retornat a Constantinoble, però va arribar a Jerusalem poques setmanes després, a principis d'abril del 1148. L'objectiu principal de la croada era Edessa, però a Jerusalem, l'objectiu que va preferir el rei Balduí III i els templers va ser Damasc.

### Consell d'Acre

L'Orient Pròxim el 1135

El Consell d'Acre es va convocar pel 24 de juny amb l'Alta Cort de Jerusalem a Acre. Va ser la trobada més destacada de tota l'existència de la Cort: Conrad, Otto, Enric II de Babenberg, el futur emperador Frederic i Guillem V de Montferrat hi van representar l'Imperi Romanogermànic; Lluís, Teodoric d'Alsàcia i diversos altres senyors eclesiàstics i seculars van representar els francesos; de Jerusalem hi havia present el rei Balduí, la reina Melisenda, el patriarca Fulc, Robert de Craon (gran mestre dels templers), Raymond du Puy de Provença (mestre dels hospitalers), Manassès d'Hierges (algutzil de Jerusalem), Humphrey II de Toró, Philippe de Milly, Walter I Grenier i Barisan d'Ibelin.Guillem de Tir va llistar les persones presents mencionades i moltes altres. No hi va assistir ningú d'Antioquia, Trípoli o l'antic Comtat d'Edessa, i es va convèncer tant a Lluís com a Conrad per tal que ataquessin Damasc.
Alguns dels barons nadius de Jerusalem van aconsellar no atacar Damasc, ja que la dinastia búrida, a través dels musulmans, eren els seus aliats contra la dinastia zengita. Imad-ad-Din Zengi havia assetjat la ciutat l'any 1140, i Muín-ad-Din Únur, un visir mameluc del jove Mujir-ad-Din Abaq, va negociar una aliança amb Jerusalem a través del cronista Ussama ibn Múnqidh. Conrad, Lluís i Balduí van insistir que Damasc era una ciutat sagrada per als cristians, i com Jerusalem i Antioquia, seria un premi destacable en ulls dels cristians europeus. El juliol, els seus exèrcits es van reunir a Tiberíades i van avançar cap a Damasc per Balanea, prop del mar de Galilea. En total hi havia unes 50.000 tropes.
L'opinió general actual és que la decisió d'atacar Damasc era relativament inevitable. Historiadors com Martin Hoch consideren la decisió com a resultat lògic de la política exterior de Damasc, que anava canviant cap a un alineament amb la dinastia zengita. El rei Balduí III havia llançat anteriorment una campanya amb l'únic objectiu de capturar la ciutat, fet que havia danyat les relacions búrides amb el Regne de Jerusalem.

### Fracàs de Damasc
Els croats havien decidit d'atacar Damsasc des de l'oest, on els horts els servirien com a font d'aprovisionament. Van arribar a Daraiya el 23 de juliol, amb l'exèrcit de Jerusalem a l'avantguarda, seguit per Lluís i després per Conrad a la rereguarda. Els horts, molt densos, van ser un obstacle notable per als croats. Segons Guillem de Tir, l'exèrcit croat estava preparat per la batalla:
| « | A Daria [Darayya], com que la ciutat era ara tant a prop, els sobirans van alinear les seves forces en formació de batalla i van assignar les legions als seus llocs correctes en l'ordre de la marxa... A causa de la seva suposada familiaritat amb el país, la divisió liderada pel rei de Jerusalem tenia ordres, per decisió comuna dels prínceps, de liderar la marxa i obrir camí a les legions que la seguien. Al rei dels francs [Lluís VIII] i el seu exèrcit li van ser assignats el segon lloc o centre, que podrien ajudar els que eren al davant si era necessari. Per la mateixa autoritat, l'emperador [Conrad III] havia d'ocupar el tercer lloc, o la posició anterior, a punt per resistir l'enemic si per ventura es fes un atac des del darrere. | » |
| — | |   |

Els musulmans estaven ben preparats i atacaven constantment l'exèrcit que avançava pels horts de fora de Damasc el 24 de juliol. Aquests horts estaven defensats per torres i murs, i els croats rebien constantment fletxes i llances als camins estrets.

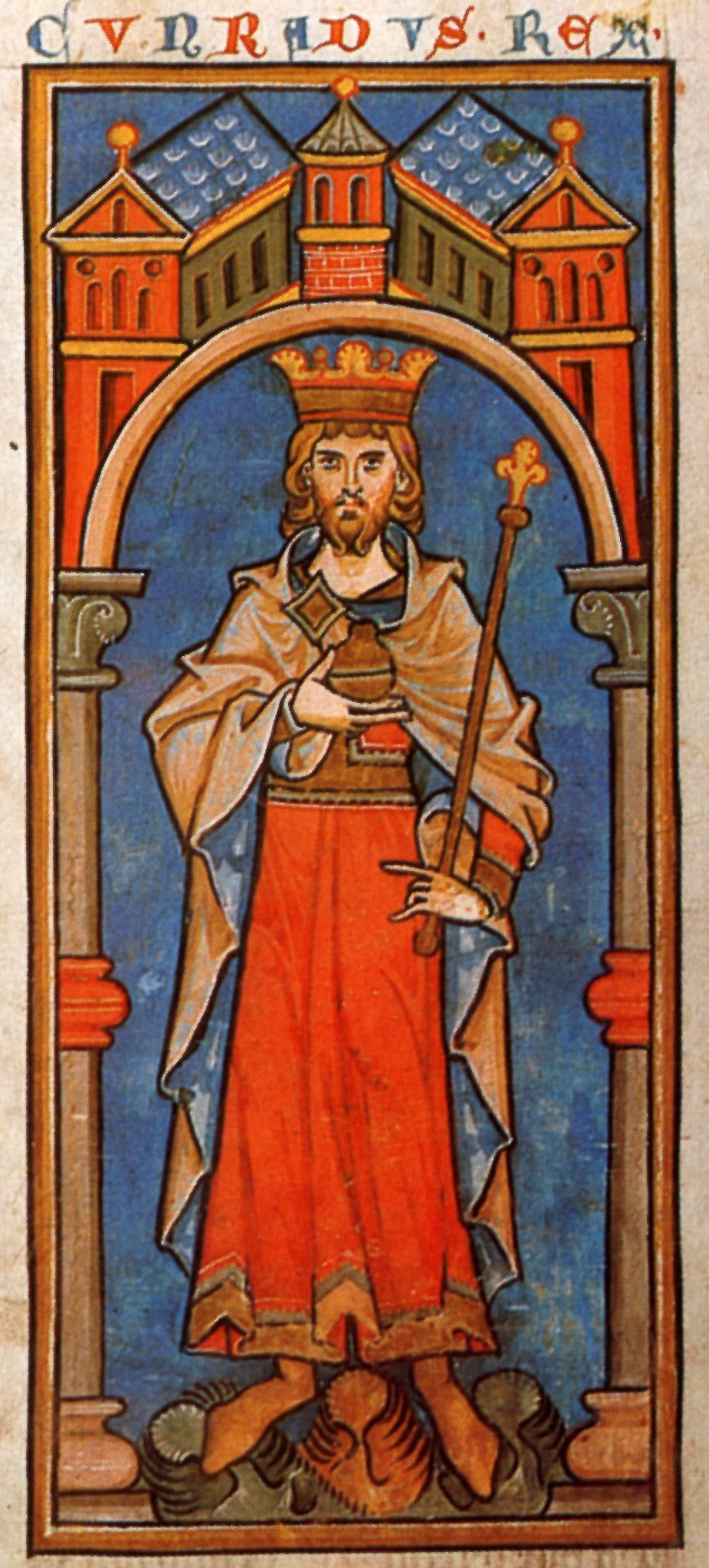
El rei Conrad III en una miniatura del.

El matí del dissabte 24 de juliol els croats van fer un atac a la riba del riu Barada. Hi va haver un combat ferotge als horts i a les estretes carreteres entre les forces cristianes i una barreja de tropes professional de Damasc, les milícies ahdath i mercenaris turcmans. Guillem de Tir escrigué:
| « | Les forces de cavalleria dels ciutadans i aquells que havien vingut a assistir-los es van adonar que el nostre exèrcit estava arribant pels horts per tal d'assetjar la ciutat, i d'acord amb això van apropar-se al corrent que arribava a la ciutat. Això ho van fer amb els seus arcs i ballestes per tal de combatre l'exèrcit llatí. […] L'emperador [Conrad], que comandava les forces, va exigir saber per què no avançava l'exèrcit. Li digueren que l'enemic posseïa el riu i no permetia que passessin les forces. Irat en saber-ho, Conrad i els seus cavallers van galopar ràpidament cap endavant a través de les línies del rei i van arribar als soldats que intentaven guanyar el riu. Aquí tots van baixar dels seus cavalls i es van convertir en soldats d'infanteria, com és costum dels teutons quan ocorre una crisi desesperada. | » |
| — | |   |

L'historiador David Nicolle va notar que Guillem de Tir no explicava com Conrad va poder portar les seves forces del darrere al davant sense desorganitzar completament l'exèrcit cristià. Segons el cronista sirià Abu Shama:
| « | Tot i la multitud d'ahdath [milícies], turcs i gent ordinària de la ciutat, voluntaris i soldats que havien vingut de les províncies i se'ls havien unit, els musulmans estaven superats pel nombre d'enemics i van ser derrotats pels infidels. Aquests van creuar el riu, i s'instal·laren als jardins... els francs... van tallar arbres per fer recintes. Van destruir els horts i van passar la nit fent aquestes tasques. | » |
| — | |   |

Gràcies a la càrrega de Conrad, els croats van aconseguir avançar lluitant i perseguint els defensors del riu Barada cap a Damasc.
En arribar a fora de les muralles de la ciutat, van començar immediatament el setge fent servir fusta dels horts. Els croats van començar a construir la seva posició de setge a la banda oposada al portal de Bab al-Jabiya. Dins de la ciutat, els habitants van fer barricades als carrers principals, preparant-se pel que creien que seria un assalt inevitable. Unur havia buscat l'ajuda de Sayf-ad-Din Ghazi I de Mossul i Nur-ad-Din Mahmud d'Alep, i va liderar personalment un atac al campament dels croats; els croats es van haver d'enretirar de les muralles cap als horts, on podien ser emboscats o atacats per guerrilles. Durant el contraatac del diumenge 25 de juliol les forces de Damasc van tenir moltes pèrdues, entre les quals el conegut erudit i advocat de 71 anys Yusuf al-Findalawi, el místic sufí Al-Halhli i el soldat Nur al-Dawlah Shahinshah. Segons Guillem de Tir, el 27 de juliol els croats van decidir moure's a les planes del costat oriental de la ciutat, que estava menys fortificada però tenia menys menjar i aigua. Durant un atac al campament el 26 de juliol, segons Abu Shama: 
«Un grup nombrós d'habitants i vilatans […] van fer fora tots els sentinelles, els van matar, sense témer el perill, i van decapitar tots els enemics que havien mort i van voler tocar aquests trofeus. Els nombres de caps que havien aconseguit era considerable.»
Hi havia conflictes en tots dos campaments: Unur no podia confiar en Saif ad-Din o Nur ad-Din per no conquerir la ciutat si acceptava la seva oferta d'ajuda; els croats no estaven d'acord en qui es quedaria la ciutat si la conquerien. Guy Brisebarre, senyor de Beirut, era la tria dels barons locals, però Thierry d'Alsàcia, comte de Flandes, la volia per ell i tenia el suport de Balduí, Lluís i Conrad. Alguns van saber que Unur havia subornat els líders perquè es moguessin a una posició més vulnerable, i que Unur havia promès trencar la seva aliança amb Nur ad-Din si els croats marxaven. Mentrestant, Nur ad-Din i Saif ad-Din ja havien arribat a Homs i negociaven amb Unur la possessió de Damasc, cosa que ni Unur ni els croats volien. Sembla que Saif ad-Din també va escriure als croats, demanant-los que tornessin a casa. Amb Nur ad-Din al camp era impossible retornar a la seva posició més bona. Els senyors croats locals van rebutjar seguir amb el setge, i els tres reis van haver d'abandonar la ciutat. Primer Conrad, i després la resta de l'exèrcit, van decidir de retirar-se a Jerusalem el 28 de juliol, tot i que durant la seva retirada eren seguits per arquers turcs que els atacaven constantment.

## Conseqüències

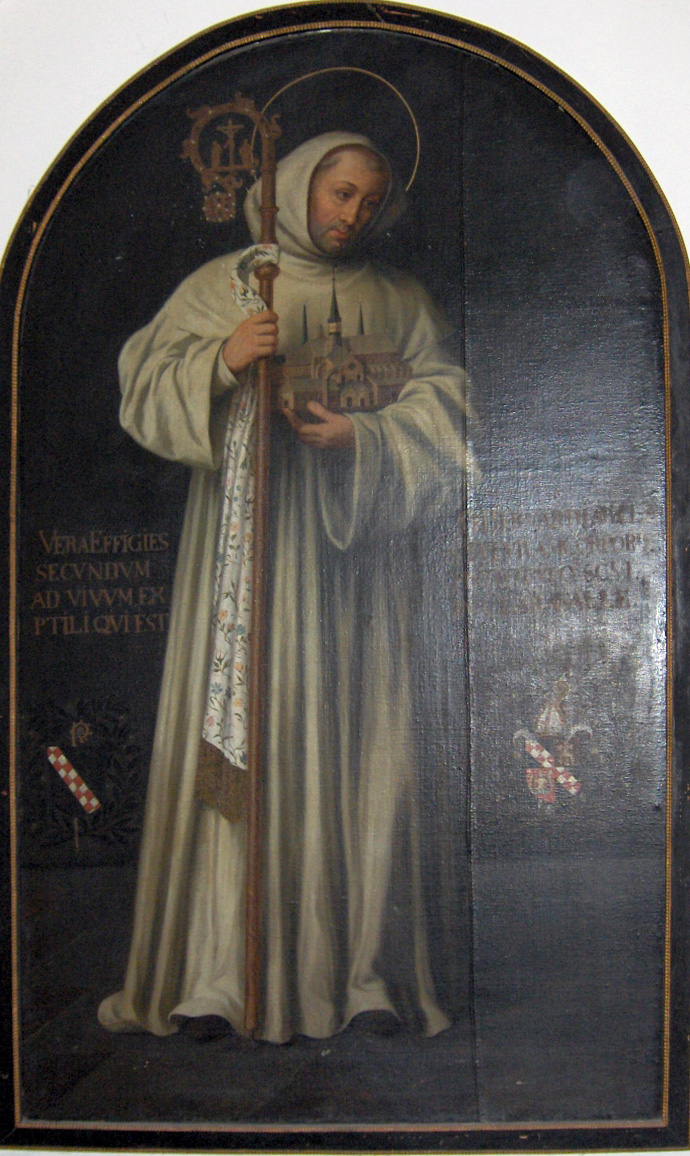
Bernat de Claravall també va ser humiliat pel fracàs.

Cadascuna de les forces cristianes es va sentir traïda per les altres. Es va elaborar una nova estratègia per atacar Ascaló, però es va abandonar a causa de la falta de confiança que s'havia desprès del setge. Aquesta desconfiança seguiria durant una generació després de la derrota. Després de la batalla, Conrad va retornar a Constantinoble per ampliar la seva aliança amb Manuel. Com a conseqüència dels atacs, Damasc ja no va confiar més en els croats, i es va entregar la ciutat formalment a Nur ad-Din l'any 1154. Bernat de Claravall també va ser humiliat, i quan va fracassar el seu intent de nova croada, es va intentar distanciar de la derrota general de la Segona Croada.